# Hazel (Dakota del Sud)
Hazel è un centro abitato (town) degli Stati Uniti d'America, situato nella Contea di Hamlin nello Stato del Dakota del Sud. La popolazione era di 91 persone al censimento del 2010. Fa parte dell'area micropolitana di Watertown.
La città prende il nome da Hazel Bowley, la figlia del proprietario originale del sito della città.

## Geografia fisica
Hazel è situata a 44°45′32″N 97°22′51″W (44.758926, -97.380800).
Secondo lo United States Census Bureau, ha un'area totale di 0,24 miglia quadrate (0,62 km²).

## Società

### Evoluzione demografica
Secondo il censimento del 2010, c'erano 91 persone.

### Etnie e minoranze straniere
Secondo il censimento del 2010, la composizione etnica della città era formata dal 97,8% di bianchi e il 2,2% di due o più etnie.